# 清水宏次朗
清水 宏次朗（しみず こうじろう、1964年〈昭和39年〉11月10日 - ）は、日本の俳優、歌手。東京都生まれ。身長176cm、体重65kg。所属事務所は Fillmore Far East Inc.。現在は(株）INSOMNIA ENTERTAINMENT [リンク切れ］に移籍、所属。俳優、アーティスト、シンガーとして活動中。兵庫県神戸市在住。

## 来歴・人物
高校在学中に竹の子族の一人として原宿で踊っていたところをスカウトされ、芸能界入り。竹 宏治（たけ こうじ）という芸名でアイドル歌手として1981年にデビューする。
その後一時活動を休止するが、1984年に芸名を本名に変え、シングル「ビリー・ジョエルは似合わない」で、第13回東京音楽祭国内新人大会でグランプリを受賞。以降1992年までに20枚のシングルと11枚のアルバムをリリースした。東京音楽祭国内大会出場グランプリ受賞、東京音楽祭世界大会出場作曲賞受賞、有線大賞新人賞受賞。
俳優としては、1985年に映画『ビー・バップ・ハイスクール』に仲村トオルとW主演。不良少年・加藤浩志（ヒロシ）が当たり役となり、その後もシリーズに出演した。第5作『高校与太郎音頭』はコンサートツアーと重なったために出演できなかったが、最終作である第6作『高校与太郎完結篇』で復帰し、シリーズを締めくくった。1987年には第10回日本アカデミー賞新人俳優賞を受賞している。
『ビーバップ』終了後は、1990年代から映画『極道の妻たち』やVシネマなどを中心に活躍。また、アニメ映画『ストリートファイターII MOVIE』で声優（リュウ役）を務めた。
2005年以降は所属事務所を「Fillmore Far East」に移し、ライブやディナーショーなどを中心に活動していたが、2010年頃より、体が思うように動かない・酷く発汗する・気力がわかないなどの体調不良が表れ、芸能活動を休止せざるを得なくなった。のちに不安障害、アルコール依存症からなる弊害と診断を受け、復帰へ向けリハビリを継続しつつYouTubeなどに出演している。
近年は体調が好転し、2022年7月に『ビー・バップ・ハイスクール』のオマージュ的位置づけの映画『ビーバップのおっさん』に出演、10月には映画『BUGS2（BUGSⅡ）』も公開。音楽分野では同年9月にワーナーミュージック時代の音源のサブスク配信が開始された。
趣味は、オートバイ・マリンスポーツ・アウトドア。ルイと名付けたオス猫を飼っている。

## エピソード
芸能界デビューから4年目の21歳の時に、漫画を原作とする映画『ビー・バップ・ハイスクール』の主演オーディションの話が来たが、清水自身は漫画を読む習慣がなく、学園モノだと聞いて『3年B組金八先生（TBS）』『ゆうひが丘の総理大臣（NTV）』などをイメージ、主演の教師役だと思ってオーディションを受けた。合格後に改めてプロデューサーに「僕、何役ですか?」と訊ねると、「お前、漫画見てないのか!」と単行本を見せられ、「お前はコッチだ!」と表紙のヒロシを示されて、初めて不良少年役であることを知った。当時不仲説が囁かれていたW主演・仲村トオルとの関係については、苦笑いしながら「まあ、合わないですよね」と答えている。
しかし、全くの不仲というわけではなく、2025年6月28日に『さよなら丸の内東映』の「ビー・バップ・ハイスクール」上映後の仲村の舞台挨拶で「アクションの稽古後に清水の家に招かれてそうめんをごちそうになったこと」や、トークショーに出演した清水の口から「祇園のスナックで酔いつぶれた仲村をタクシー乗り場までおぶって帰った」ことも語られている。
劇中では同級生の設定だが実年齢は清水の方が1つ年上であった。
当時は月給制で50万円であった。本人曰く「年商は4億ぐらい稼いでいたと思う」。当時はお金に対してそれほど関心がなかったと吐露した。また、飲みに行くと、前述したビー・バップで喧嘩の強い役を演じた影響などで、不良達から頻繁に喧嘩に売られていた。そのため、ボディーガードを10人付けていた時期もあったという。
1988年8月に、「世界・食の祭典」のイベントの一環で月寒グリーンドームでコンサートを行ったが、食の祭典自体の閑散と、宣伝および告知が不十分だったことにより、当時歌手としても人気が絶頂期だったにも関わらず、観客が数えるほどしかいなかった、という珍事が起きている。
『ビー・バップ』終了後も、役柄であった不良のイメージが強かったためヤクザ映画やVシネマの強面な役のオファーが多かった。映画主演で名を馳せた絶頂期よりも収入が下がったこともあり、打開策として六本木でサパークラブを出店するも、思うように客足が伸びず2年で閉店した。
30代半ばを迎えた2000年以降、強面の対極にある警察官の役柄をこなしてシリーズ化されたのがTBS系列の『陰の季節』である。主人公二渡警視の警察学校同期の前島警部役で全7作に出演した。
2011年6月にデビュー30周年記念として約20年ぶりになるアルバム「歩み-Story-」をリリース、全国30か所を回るライブツアーを行った。2011年6月22日付新聞社配信の動画インタビューに「今回のアルバムは囁くように歌いたかった。簡単に感じてたが難しく、自分に試練を与えてくれた」「50までの3年間に色々なものを見たい」と答えている。
2014年5月に更年期障害を発症。血圧の薬を飲みながら闘病中の日々を送っている。その影響から突然倒れたり、手足の震えが止まらない状態になることがある。また、不安を紛らわせるために酒を飲み、仕事がない日は朝から酒浸りの日々を送っていた。
2020年2月20日放送の『直撃!シンソウ坂上』に出演（2019年7月からの密着取材）。芸能活動を休止していた理由を告白。また、番組内で体調不良の原因を探るべく様々な検査を行った結果、不安障害、アルコール依存と、その二次的疾患として、膵炎との診断を受ける。投薬とカウンセリングの治療、断酒を決意。2020年現在は未だ完全ではないものの、以前より心身ともに好転したと吐露。
ほぼ同時期に、ビー・バップ・ハイスクール関連の話題を扱うYouTubeチャンネルに出演するようになり、いずれも高い再生回数となっている。
2022年には、2本の映画（『ビーバップのおっさん』『BUGS2（BUGSⅡ）』）に出演、俳優業に復帰した。
その後、2022年10月24日付のYahoo!ニュースオリジナルの『 異常な発汗、精神的な不安――清水宏次朗が語る「男性更年期障害」の症状と向き合い方 #性のギモン』にも動画インタビューで出演。男性更年期障害の症状や病状との向き合い方について語った記事には、同じ症状で悩む人達から多くのコメントが寄せられた。
2024年11月10日に還暦記念のライブとトークショーを開催した。

## スポーツマンNo.1決定戦
テレビ番組『スポーツマンNo.1決定戦』（TBS系列）の第3回芸能人サバイバルバトルから参戦。元体操部・跳馬経験者としてMONSTER BOXに凄まじき情熱を燃やす表情を見せた。第3・4回は記録14段に終わるが、第5回で悲願の電話ボックス越えとなる15段成功。第6回では16段に挑戦し、成功した。第4回大会、第6回大会ではファイナリストまであと一歩まで近づくも、どちらも総合8位でファイナリストを逃している。
芸能人サバイバルバトル
| 大会      | 放送日               | 総合順位 |
| --------- | -------------------- | -------- |
| 第3回大会 | 1998年4月1日         | 9位      |
| 第4回大会 | 1998年10月2日        | 8位      |
| 第5回大会 | 1999年3月26日        | 11位     |
| 第6回大会 | 2000年3月24日        | 8位      |
| 第7回大会 | 2000年10月10日・14日 | 14位     |

## 出演

### 映画
- ビー・バップ・ハイスクール シリーズ（1985年12月 - 1988年8月、東映） - 主演・愛徳高校2年F組 加藤浩志
  - ビー・バップ・ハイスクール（1985年12月14日）
  - ビー・バップ・ハイスクール 高校与太郎哀歌（1986年8月9日）
  - ビー・バップ・ハイスクール 高校与太郎行進曲（1987年3月21日）
  - ビー・バップ・ハイスクール 高校与太郎狂騒曲（1987年12月12日）
  - ビー・バップ・ハイスクール 高校与太郎完結篇（1988年12月17日）
- 極道の妻たち（1986年・1994年、東映）
  - 極道の妻たち（1986年11月15日） - 清野伴司
  - 新極道の妻たち 惚れたら地獄（1994年1月15日） - 御蔵組幹部 輪島武司
- 名門!多古西応援団（1987年8月15日、東映） - 北条宗正
- 六本木バナナ・ボーイズ（1989年8月12日、東映） - 主演・岩田哲男
- 撃てばかげろう（1991年10月5日、東映） - 主演・柏木孝史
- 獅子王たちの最后（1993年4月17日、東映） - 清水
- 武闘の帝王 シリーズ（1993年 - 1995年） - 主演・加賀重造
  - 武闘の帝王（1993年9月20日、ヒーロー）
  - 武闘の帝王 2（1994年5月21日、ヒーロー）
  - 武闘の帝王 完結編（1995年1月17日、ヒーロー）
- 82分署（1995年12月9日、ビジョンスギモト） - 草薙
- 爆走!ムーンエンジェル 北へ（1996年5月18日、東映） - 如月大五郎／二階堂大介
- 修羅がゆく5 広島代理戦争（1997年5月9日、KnacK）- 神石組若頭 室瀬仁志 ※特別出演
- 極道三国志 シリーズ（1997年・1998年、KnacK） - 主演・吉田龍二
  - 極道三国志（1997年7月19日）
  - 極道三国志 総長への道（1998年3月7日）
- 銃爪（1998年9月26日、ビジョンスギモト） - 主演・相沢高志
- 狂弾 シリーズ（199年・2000年、アーバンタイムス） - 主演・新城大輔
  - 狂弾（1999年12月3日）
  - 狂弾II アジア暴力地帯（2000年9月29日）
- 新 男樹 3（2000年3月11日、ミュージアム）- 水谷
- 修羅のみち シリーズ（2003年、東映ビデオ） - 関東共住会大神組若頭補佐 百瀬大地
  - 修羅のみち 7 暴力金融列島（2003年9月13日）
  - 修羅のみち 8 大阪最終血戦（2003年11月29日）
- 新・極道三国志 シリーズ（2003年・2004年） - 主演・吉田龍介
  - 新・極道三国志 1 首都攻防篇（2003年11月15日）
  - 新・極道三国志 2 伊豆代理戦争勃発（2004年1月31日）
- フレンズ（2004年9月25日、ラスカル） - 梁山泊社長 石橋
- 想い出の渚（2007年4月28日、バグジー）
- やる気まんまん[16]（2007年12月8日、クリエイティブアクザ） - クロフクノオトコ ※特別出演
- B-ON（2010年2月6日） - 麹町陽一(刑事) ※友情出演
- BUGS2（BUGSⅡ）（2022年）
- ビーバップのおっさん（2022年） - 主演・愛徳浩
- 世直し時報〜官製談合を暴け〜（2024年）

### アニメ映画
- ストリートファイターII MOVIE（1994年、東映）- リュウ ※声の出演

### テレビドラマ
- 月曜ドラマランド「長谷川町子のいじわる看護婦3 目には目を!奮闘さくら海を行く!」（1983年、フジテレビ）
- さよならを教えて 第2話「愛・あなたがしてくれたこと」（1983年10月12日、TBS）
- 年ごろ家族（1984年1月10日 - 3月27日、TBS） - 波川力
- 夏・体験物語（1985年、TBS） - 坂崎直行
- 毎度おさわがせします2（1985年12月10日 - 1986年3月25日、TBS） - 矢沢悟郎
- 夏・体験物語2（1986年7月29日 - 10月14日、TBS） - 串田伸之
- な・ま・い・き盛り 第5話「ビーバップ学園祭・俺のオンナだ!」（1986年11月13日、フジテレビ） - 佐藤タケシ
- ばら色の人生（1987年4月8日 - 7月8日、NHK） - 一郎
- 27才・LOVE気分（1988年1月6日 - 3月23日、日本テレビ）
- ニュータウン仮分署（1988年1月10日 - 4月3日、テレビ朝日） - 船田吾郎
- はいすくーる落書（1989年1月6日 - 3月24日、TBS） - 伴丈治
- 月曜ドラマスペシャル→月曜ミステリー劇場（TBS）
  - 「消された航跡」（1989年）
  - 佐賀・有田 龍文壷の殺意（1996年）
  - 陰の季節シリーズ（2000年 - 2004年） - 前島泰雄
- びんた（1990年1月9日 - 3月27日、TBS） - 沢田洋介
- 外科病棟 女医の事件ファイル（1991年7月11日 - 9月19日、テレビ朝日） - 新条星也
- 幸せになりたい!平成嵐山一家（1992年、テレビ東京）
- 土曜ワイド劇場「駅弁探偵殺人事件 婚前カップルとヌードギャルの北陸グルメ旅」（1992年、テレビ朝日）
- 大河ドラマ「琉球の風」（1993年、NHK）
- 大江戸風雲伝（1994年、NHK）
- 金曜エンタテイメント「熱血ド演歌分校先生の事件通信簿 20年前の白骨死体が復讐!?」（1998年、フジテレビ）
- 新・部長刑事 アーバンポリス24 第377話「追跡者のブルース」（1998年、朝日放送）
- 水戸黄門（TBS・C.A.L）
  - 第31部 第10話「ドカーンと一発悪退治・大和」（2002年12月16日） - 風間平四郎
  - 第33部 第1話「将軍を狙った男・駿府」（2004年4月12日） - 工藤祐馬
  - 第37部 第10話「死ぬな! 風の鬼若!!・能代」（2007年6月11日） - 五郎太

### Vシネマ
- 獣のように シリーズ（1990年、原作：かわぐちかいじ、東映ビデオ） - 主演・竹田健次
  - 獣のように（1990年）
  - 続・獣のように（1990年）
  - 獣のように 完結篇（1992年）
- OL仕置人 彼女が水に着がえるマエ（1990年、JVD）
  - OL仕置人 愛と復讐の48時間（1991年、サムエンタープライズ）
- 極道ステーキ シリーズ（1991年-1992年、原作：工藤かずや 作画：土山しげる、東映ビデオ） - 主演・関馬秀次
  - 極道ステーキ（1991年6月）
  - 極道ステーキII（1992年2月）
  - 極道ステーキIII（1992年11月）
- 狼たちの賭け JACK KNIFE（1993年、原作：北方謙三、東映ビデオ） - 主演・黒木徹
- くどき屋ジョー（1994年、原作：ジョージ秋山、東映ビデオ） - 主演・ジョー
- ザ・格闘王2（1994年、監督：ショー・コスギ、東映ビデオ）
- 狂犬 Mad Dog（1994年、東映ビデオ） - 主演・広瀬(サラリーマン)
- ヤンママROCK'N ROLL（1995年、SEIYO INTERNATIONAL VIDEO）※友情出演
- 極道おとこ塾（1995年、東映ビデオ） - 主演・武闘五郎
- 日本極道史 残侠の盃（1995年、SHSプロジェクト） - 主演・峰島英樹
- ころがし涼太（1995年、SEIYO INTERNATIONAL VIDEO） - 主演・涼太(路線バスの運転手)
- ワル 正伝（1995年、原作：真樹日佐夫、ミュージアム） - 主演・氷室洋二
- アディオス・デスペラード 危険な賭け（1996年、ミュージアム） - 主演・辰巳リョウヘイ(空手家)
- 我が胸に凶器あり（1996年、ケイエスエス）） - 主演・村田五郎(特捜刑事)
- 仁義なき野望（1996年、東映ビデオ）
  - 仁義なき野望2（1997年、東映ビデオ）
  - 仁義なき野望3 狼（1998年、東映ビデオ）
- 平成残侠伝 ぶった斬れ!（1996年、東映ビデオ） - 庄司
- 新・ピイナッツ1,2（1997年,1998年、ポニーキャニオン） - 主演・修羅裕介
- 平成極道伝 阿修羅が斬る!（1997年、東映ビデオ） - 主演・睦会矢頭興業幹部 立花勇治
- 非情番犬 けだもの NO MERCY GUARD DOG（1998年、徳間ジャパンコミュニケーションズ） - 主演・反町（ボディーガード、元SP）
- W・HEAT（1998年、ビームエンタテインメント） - 金城貢（元殺し屋）
- 新・湘南爆走族 荒くれKNIGHT4（1999年、東映ビデオ）※特別友情出演
- 平成極道伝 夜叉が裂く!（1999年、東映ビデオ） - 主演・誠次
- 龍神三兄弟1,2（2000年、ミュージアム） - 浅野組幹部 森田勝治
- ケンカ包丁 義1,2（2000年、東映ビデオ） - 主演・松見一樹
- 実録・土佐游侠外伝 鯨道 青春篇（2000年、ブレイビルドーダサービス）
  - 実録・土佐游侠外伝 鯨道 抗争完結編（2000年、ブレイビルドーダサービス）
- 実録・実録日本ヤクザ抗争史 鯨道3 破門状（2001年、ブレイビルドーダサービス）
- 実録・鉄砲玉 平成二年大阪 山羽抗争勃発（2001年、ミュージアム） - 笹本（整理屋）
- 外道 おとこ唄1,2（2002年、アンカー・フィルムズ） - 関東連合 昴会幹部 柴田健吾 ※特別友情出演
- 実録・史上最大の抗争 義絶状（2002年8月、GPミュージアム） - 三代目山王会直参 二代目谷健組組長 天堂忠臣
  - 実録史上最大の抗争 義縁状2（2002年10月、GPミュージアム） - 四代目山王会若頭補佐 二代目谷健組組長 天堂忠臣（→四代目山王会若頭）
- 実録・義戦III 初代侠道会会長・森田幸吉伝 ヤクザの鎮魂歌（2002年、プレイビルドーダサービス）
  - 実録・義戦IV 初代侠道会会長・森田幸吉伝 ヤクザの咆哮（2002年、プレイビルドーダサービス）
- 実録・義戦 高松ヤクザ戦争（2003年、プレイビルドーダサービス）全2作 - 山本勝也
  - 実録・義戦 高松ヤクザ戦争 前篇（2003年）
  - 実録・義戦 高松ヤクザ戦争 後篇（2003年）
- 実録・鯨道12 広島烈侠伝 悪魔の大西政寛（2003年、プレイビルドーダサービス）
- 実録・鯨道13 広島任侠伝 美能幸三（2003年、プレイビルドーダサービス）
- 実録・北海道やくざ戦争 北海の挽歌（2003年、GPミュージアム） - 高瀬一家分家大林組組長大林一誠の舎弟 星川竜一
- 真・雀鬼15 雀神vs雀鬼! 120時間の死闘（2003年、竹書房） - 最上（裏プロの教団教祖）
- 実録・なにわ女侠伝（2003年、GPミュージアム）
- 実録・北九州ヤクザ戦争 侠嵐（2003年、GPミュージアム）
  - 実録・北九州ヤクザ戦争 侠嵐 完結編（2004年、GPミュージアム）
- 実録・関東やくざ戦争 修羅の盃（2003年、GPミュージアム） - 城東組関山一家阿藤会幹部 佐山正光
- 実録・山陽道やくざ戦争 覇道（2003年、GPミュージアム）
- やくざの憲法 赤字破門（2003年、GPミュージアム） - 天堂組若頭補佐 黒川組組長 黒川梅次
- 実録・名古屋やくざ戦争 統一への道3（2004年、GPミュージアム） - 八代目稲妻一家若頭 赤村英昭
- 実録・プロジェクト893XX 沖縄抗争篇（2004年、GPミュージアム） - いとうまい子と共にレポーター
- ゾンビ屋れい子 Vol.1（2004年、エスエイチエンタテイメント）※特別出演
  - ゾンビ屋れい子 Vol.2 惨劇の呪文（2004年、エスエイチエンタテイメント）
- 実録・なにわ山本組 捨身で生きたる! 完結編（2004年、ハッピーナインAZABU）※友情出演
- 実録・広島四代目 第一次抗争編（2004年、GPミュージアム） - 大下博
  - 実録・広島四代目 第二次抗争編（2004年、GPミュージアム）
  - 実録・広島四代目 第三次抗争編（2004年、GPミュージアム）
- 実録・籠寅三代目 合田幸一 任侠修業篇（2004年、GPミュージアム）
  - 実録・籠寅三代目 合田幸一 名門継承篇（2004年、GPミュージアム）
  - 実録・籠寅三代目 合田幸一 関西二十日会篇（2004年、GPミュージアム）
- 最後の神農(テキヤ)（2004年、GPミュージアム） - 城東組関山一家 佐藤組組員 神山京治
- 実録・東組抗争史 閻魔の微笑（2004年、GPミュージアム） - 東組幹部 赤松国廣
- 警視庁特別調査課 マーダーファイル 津山30人殺しを追え!（2005年、かまいたち） - 主演・警視庁特別調査官 財前寺三郎
- 修羅の門（2005年、GPミュージアム） - 二代目大政組
- 誇り高き野望 1 - 6（2005年-2006年、アネック） - 森田組松浦組若頭補佐 遠山幸二
- 抗争 暴力団VSギャング（2005年、GPミュージアム） - 刑事
- 実録・不退の松葉（2005年、GPミュージアム） - 松葉会幹部 佐藤栄助(藤田卯一郎の舎弟、後の松葉会二代目および四代目会長)
- 実録・新選組（2006年、GPミュージアム） - 宮部鼎蔵
- 烈侠 住越 浜野政吉（2006年、GPミュージアム） - 住越一家幹部 荘竜会理事長（浜野政吉の舎弟、後の住越一家六代目総長）
- 実録・広島極道抗争 佐々木哲夫の生涯（2006年、GPミュージアム） - 小原組 小原光政(小原組組長小原徹の実弟) ※友情出演
- 実録・東声会 初代・町井久之 暗黒の首領（2006年、GPミュージアム） - 町井一家幹部 時田守弘（→東声会理事長）
- 実録・九州やくざ抗争 誠への道（2006年、GPミュージアム） - 村富一家幹部 村富長次郎（→浩一郎の実弟）（→二代目実子分 / 初代村富会会長→三代目村富一家総長）
- ビジネスマン必勝講座 ヤクザに学ぶ指導力（2007年）第二話「仕事は自分で切り拓け!」 - G商会 G社長(A一家G組 G組長)
- 実録・銀座警察 義侠（2008年、GPミュージアム） - 紫藤健(花売りジョニー)
- 実録・九州やくざ道 LB熊本刑務所（2008年、GPミュージアム） - 主演・本山組組員 古賀作乃助
- ハングリーハート（2009年）
  - ハングリーハート2（2009年）
- 関東極道連合会 第三章（2015年、オールインエンタテインメント） - 主演・山富士組宅間組組長 宅間

### バラエティ
- MOGITATE!バナナ大使（1989年4月-9月、TBS）
- 開運!なんでも鑑定団（テレビ東京）
- THE夜もヒッパレ（日本テレビ）
- 人気者でいこう!（朝日放送）
- 今夜は最高!（日本テレビ）
- ラスタとんねるず'94（1994年、フジテレビ）
- 最強の男は誰だ!壮絶筋肉バトル!!スポーツマンNo.1決定戦（1998年 - 2000年、TBS）
- イカリングの面積（2001年、テレビ東京）
- アグレッシブですけど、何か?（2008年3月1日・3月8日、広島ホームテレビ）
- ゴレンタン（2011年5月4日、フジテレビ）
- 1億3千万人のエピソードバラエティー コレってアリですか?（2011年7月26日、日本テレビ）
- アウト×デラックス（2014年3月13日、フジテレビ）
- ヨソで言わんとい亭〜ココだけの話が聞ける（秘）料亭〜（2015年10月22日、テレビ東京）
- スナック 胸キュン1000% ママこの人つれて来た! 第7話 清水宏次朗（2019年4月5日、BS12）
- 証言者バラエティ アンタウォッチマン！（2022年9月26日、テレビ朝日）

### CM
- 大正製薬
- コカ・コーラ
- ロッテ
- ロート製薬 ロートZi:（1987年 - 1989年）
- 三ツ矢自動車学校 - 1990年代にCMソングを担当。

### ラジオ
- 元気DE満タン!（2010年1月 - 2012年5月、レインボータウンFM）

## ディスコグラフィ
※ビー・バップ・少年少女合唱団は、「ビー・バップ・少年少女合唱団#ディスコグラフィ」を参照。

### シングル
| 発売日                     | 面             | タイトル                             | 作詞           | 作曲                    | 編曲            | 規格           | 規格品番       |
| 竹宏治 名義                | 竹宏治 名義    | 竹宏治 名義                          | 竹宏治 名義    | 竹宏治 名義             | 竹宏治 名義     | 竹宏治 名義    | 竹宏治 名義    |
| 日本コロムビア             | 日本コロムビア | 日本コロムビア                       | 日本コロムビア | 日本コロムビア          | 日本コロムビア  | 日本コロムビア | 日本コロムビア |
| -------------------------- | -------------- | ------------------------------------ | -------------- | ----------------------- | --------------- | -------------- | -------------- |
| 1981年7月                  | A              | 舞・舞・舞                           | 山川啓介       | 網倉一也                | 小笠原寛        | EP             | AN-90          |
| 1981年7月                  | B              | 茅ヶ崎ロック・シーン                 | 岡田史郎       | 飛澤宏元                | 飛澤宏元        | EP             | AN-90          |
| 1981年11月                 | A              | I Need You                           | 岡田史郎       | 岡田史郎 さがらよしあき | 飛澤宏元        | EP             | AN-140         |
| 1981年11月                 | B              | 青い冬                               | 山川啓介       | 網倉一也                | 飛澤宏元        | EP             | AN-140         |
| 清水宏次朗 名義            |                |                                      |                |                         |                 |                |                |
| ワーナー・パイオニア       |                |                                      |                |                         |                 |                |                |
| 1984年4月10日              | A              | ビリー・ジョエルは似合わない         | 秋元康         | 林哲司                  | 椎名和夫        | EP             | L-1655         |
| 1984年4月10日              | B              | トラブル・サマー                     | 来生えつこ     | 玉置浩二                | 椎名和夫        | EP             | L-1655         |
| 1984年10月10日             | A              | モノクローム・メモリー               | 吉田美奈子     | 松田良                  | 椎名和夫        | EP             | L-1688         |
| 1984年10月10日             | B              | sayonara                             | 松本一起       | 小坂明子                | 椎名和夫        | EP             | L-1688         |
| 1985年4月25日              | A              | おまえにONE WAY!                     | 吉田美奈子     | 都志見隆                | 武部聡志        | EP             | L-1703         |
| 1985年4月25日              | B              | 都市                                 | 吉田美奈子     | 吉田美奈子              | 椎名和夫        | EP             | L-1703         |
| 1986年3月25日              | A              | 僕は君を失くしてる                   | 佐藤ありす     | 桐ヶ谷仁                | 小林信吾        | EP             | L-1720         |
| 1986年3月25日              | B              | セレブレイション                     | 小林和子       | 角松敏生                | 角松敏生        | EP             | L-1720         |
| 1986年11月28日             | A              | 今夜だけDarling                      | 松本隆         | 織田哲郎                | 織田哲郎        | EP             | L-1765         |
| 1986年11月28日             | B              | Lonesome Lady                        | 吉木和弘       | 中崎英也                | 中村哲          | EP             | L-1765         |
| 1987年3月10日              | A              | Down Town Alley                      | 松本隆         | 織田哲郎                | 織田哲郎        | EP             | L-1775         |
| 1987年3月10日              | B              | ラジオを消して                       | 山川健一       | 織田哲郎                | 織田哲郎        | EP             | L-1775         |
| 1987年7月25日              | A              | Summer of 1985                       | 秋谷銀四郎     | 織田哲郎                | 小林信吾        | EP             | L-1790         |
| 1987年7月25日              | B              | ニューロマンティックス（Live ver.）  | 清水宏次朗     | 清水宏次朗              | 志熊研三        | EP             | L-1790         |
| 1987年11月28日             | A              | Love Balladeは歌えない               | 松本隆         | 織田哲郎                | 織田哲郎        | EP             | L-1799         |
| 1987年11月28日             | B              | ロックンロール・ミュージック         | 清水宏次朗     | 白田明                  | K-Family        | CT             | LKC-2046       |
| 1988年2月10日              | A              | TOUCH DOWN                           | 松本隆         | 鈴木キサブロー          | 杉柾夫 K-Family | EP             | L-1828         |
| 1988年2月10日              | B              | 永遠は一秒のkiss                     | 松本隆         | 鈴木キサブロー          | 杉柾夫 K-Family | CT             | LKC-2054       |
| 1988年2月10日              | A              | ジグソー・パズルのDaydream           | 秋谷銀四郎     | 織田哲郎                | 織田哲郎        | 12"EP          | L-3801         |
| 1988年2月10日              | B              | Down Town Alley (Special Remix ver.) | 松本隆         | 織田哲郎                | 織田哲郎        | 12"EP          | L-3801         |
| 1988年6月21日              | A              | PARADISE IN SUMMER                   | 秋谷銀四郎     | 織田哲郎                | 渡辺健          | EP             | L-1839         |
| 1988年6月21日              | B              | Sunset Beach                         | 秋谷銀四郎     | 織田哲郎                | 織田哲郎        | 8cmCD          | 10SL-17        |
| 1988年10月25日             | A              | LOVE AFFAIR                          | 飛鳥涼         | 飛鳥涼                  | 十川知司        | EP             | 07L7-4017      |
| 1988年10月25日             | B              | CRESCENT MYSTERY                     | 澤地隆         | 飛鳥涼                  | 十川知司        | 8cmCD          | 10L3-4017      |
| 1989年7月25日              | A              | 俺たちのシーズン                     | 松本隆         | 清水宏次朗              | つのごうじ      | 8cmCD          | 09L3-4090      |
| 1989年7月25日              | B              | Follow Me                            | 清水宏次朗     | 清水宏次朗              | つのごうじ      | 8cmCD          | 09L3-4090      |
| 1989年11月28日             | A              | それは君の横顔                       | 清水宏次朗     | 清水宏次朗              | つのごうじ      | 8cmCD          | 09L3-4125      |
| 1989年11月28日             | B              | ONE MORE NIGHT TOGETHER              | Linda Hennrick | 清水宏次朗              | つのごうじ      | 8cmCD          | 09L3-4125      |
| テイチクエンタテインメント |                |                                      |                |                         |                 |                |                |
| 1990年7月21日              | A              | TOKYO DREAMIN'                       |                |                         |                 | 8cmCD          | TEDN-3         |
| 1990年7月21日              | B              | 東京                                 |                |                         |                 | 8cmCD          | TEDN-3         |
| 1991年11月21日             | 1              | 愛が見えはじめたら                   | 有川正沙子     | 安岡孝章                | 幾見雅博        | 8cmCD          | TEDN-49        |
| 1991年11月21日             | 2              | UP SIDE DOWN                         | 有川正沙子     | 安岡孝章                | 安岡孝章        | 8cmCD          | TEDN-49        |
| 1992年11月21日             | 1              | BOXER                                | 門谷憲二       | 高槻真裕                | 幾見雅博        | 8cmCD          | TEDN-227       |
| 1992年11月21日             | 2              | SOLDIER BLUE                         | 三浦徳子       | 安岡孝章                | 安岡孝章        | 8cmCD          | TEDN-227       |

#### 企画品
| 発売日        | 面 | タイトル                     | 作詞       | 作曲     | 編曲     | 規格  | 規格品番 |
| ------------- | -- | ---------------------------- | ---------- | -------- | -------- | ----- | -------- |
| 1988年2月25日 | 1  | Love Balladeは歌えない       | 松本隆     | 織田哲郎 | 織田哲郎 | 8cmCD | 10SL-103 |
| 1988年2月25日 | 2  | Summer of 1985               | 秋谷銀四郎 | 織田哲郎 | 小林信吾 | 8cmCD | 10SL-103 |
| 1988年4月25日 | 1  | Down Town Alley              | 松本隆     | 織田哲郎 | 織田哲郎 | 8cmCD | 10SL-120 |
| 1988年4月25日 | 2  | 今夜だけDarling              | 松本隆     | 織田哲郎 | 織田哲郎 | 8cmCD | 10SL-120 |
| 1988年4月25日 | 1  | モノクローム・メモリー       | 吉田美奈子 | 松田良   | 椎名和夫 | 8cmCD | 10SL-121 |
| 1988年4月25日 | 2  | ビリー・ジョエルは似合わない | 松本隆     | 林哲司   | 椎名和夫 | 8cmCD | 10SL-121 |

### アルバム

#### オリジナル・アルバム
| 発売日               | アルバム | 規格           | 規格品番       |
| 竹宏治 名義          | 竹宏治 名義 | 竹宏治 名義    | 竹宏治 名義    |
| 日本コロムビア       | 日本コロムビア | 日本コロムビア | 日本コロムビア |
| -------------------- | --- | -------------- | -------------- |
| 1981年               | THE FIRST Side:A 1. I Need You 2. 茅ヶ崎ロック・シーン 3. SHI・ZU・KA 4. Teen Age Blvd. 5. きげんを直してもう一度 (Stomp, and listen) Side:B 1. 舞・舞・舞 2. 阿修羅 3. 青い冬 4. LADY                                                              | LP             | AX-7443        |
| 1987年11月21日       | THE FIRST Side:A 1. I Need You 2. 茅ヶ崎ロック・シーン 3. SHI・ZU・KA 4. Teen Age Blvd. 5. きげんを直してもう一度 (Stomp, and listen) Side:B 1. 舞・舞・舞 2. 阿修羅 3. 青い冬 4. LADY                                                              | CD             | 30CA-2031      |
| 1981年               | 挑戦 Side:A 1. AAAAAAAA 2. 舞・舞・舞 3. SHI・ZU・KA 4. 青い冬 5. 阿修羅 Side:B 1. I Need You 2. 茅ヶ崎ロック・シーン 3. Teen Age Blvd. 4. きげんを直してもう一度 (Stomp, and listen) 5. LADY                                                       | LP             | AF-7086        |
| 清水宏次朗 名義      | |                |                |
| ワーナー・パイオニア | |                |                |
| 1984年10月25日       | ABANDON Side:A 1. モノクローム・メモリー 2. トラブル・サマー 3. マスカレード 4. サイレント・ダンサー 5. ビリー・ジョエルは似合わない Side:B 1. Stormy Love 2. Lovingly Beaming 3. ミスティーの瞳 4. ムーンライトHighway 5. 都市                     | LP             | L-12558        |
| 1991年8月17日        | ABANDON Side:A 1. モノクローム・メモリー 2. トラブル・サマー 3. マスカレード 4. サイレント・ダンサー 5. ビリー・ジョエルは似合わない Side:B 1. Stormy Love 2. Lovingly Beaming 3. ミスティーの瞳 4. ムーンライトHighway 5. 都市                     | CD             | WPCL-513       |
| 2022年9月14日        | ABANDON Side:A 1. モノクローム・メモリー 2. トラブル・サマー 3. マスカレード 4. サイレント・ダンサー 5. ビリー・ジョエルは似合わない Side:B 1. Stormy Love 2. Lovingly Beaming 3. ミスティーの瞳 4. ムーンライトHighway 5. 都市                     | 配信           |                |
| 1986年12月10日       | ALLEY Side:A 1. 海へ帰らない 2. Kiss You Lips 3. 今夜だけDarling Side:B 1. ミッドナイト・コール 2. ムーンライト・ダンシング 3. ラジオを消して | LP             | L-6311         |
| 1991年8月17日        | ALLEY Side:A 1. 海へ帰らない 2. Kiss You Lips 3. 今夜だけDarling Side:B 1. ミッドナイト・コール 2. ムーンライト・ダンシング 3. ラジオを消して | CD             | WPCL-514       |
| 2022年9月14日        | ALLEY Side:A 1. 海へ帰らない 2. Kiss You Lips 3. 今夜だけDarling Side:B 1. ミッドナイト・コール 2. ムーンライト・ダンシング 3. ラジオを消して | 配信           |                |
| 1987年9月25日        | $1,000,000night Side:A 1. Summer Of 1985 2. お前と俺 3. ジクゾーパズルのDay Dream 4. ネオンテトラ Side:B 1. Down Town Alley 2. 雨のBay Bridge 3. Cool & Lady 4. $100万NIGHT                                                                         | LP             | L-11031        |
| 1987年9月25日        | $1,000,000night Side:A 1. Summer Of 1985 2. お前と俺 3. ジクゾーパズルのDay Dream 4. ネオンテトラ Side:B 1. Down Town Alley 2. 雨のBay Bridge 3. Cool & Lady 4. $100万NIGHT                                                                         | CT             | LKF-5096       |
| 1987年9月25日        | $1,000,000night Side:A 1. Summer Of 1985 2. お前と俺 3. ジクゾーパズルのDay Dream 4. ネオンテトラ Side:B 1. Down Town Alley 2. 雨のBay Bridge 3. Cool & Lady 4. $100万NIGHT                                                                         | CD             | 30XL-242       |
| 1991年8月17日        | $1,000,000night Side:A 1. Summer Of 1985 2. お前と俺 3. ジクゾーパズルのDay Dream 4. ネオンテトラ Side:B 1. Down Town Alley 2. 雨のBay Bridge 3. Cool & Lady 4. $100万NIGHT                                                                         | CD             | WPCL-516       |
| 2022年9月14日        | $1,000,000night Side:A 1. Summer Of 1985 2. お前と俺 3. ジクゾーパズルのDay Dream 4. ネオンテトラ Side:B 1. Down Town Alley 2. 雨のBay Bridge 3. Cool & Lady 4. $100万NIGHT                                                                         | 配信           |                |
| 1988年11月10日       | NIGHT DIVE Side:A 1. LOVE AFFAIR 2. MOTEL HEAVEN 3. 眠れない 4. THIS TIME 5. DEAR MY FRIEND Side:B 1. CRESCENT MYSTERY 2. NIGHT DIVE 3. MORNING 4. 天秤座の厄日 5. CRY                                                                              | LP             | 28L1-0026      |
| 1991年8月17日        | NIGHT DIVE Side:A 1. LOVE AFFAIR 2. MOTEL HEAVEN 3. 眠れない 4. THIS TIME 5. DEAR MY FRIEND Side:B 1. CRESCENT MYSTERY 2. NIGHT DIVE 3. MORNING 4. 天秤座の厄日 5. CRY                                                                              | CD             | WPCL-517       |
| 2022年9月14日        | NIGHT DIVE Side:A 1. LOVE AFFAIR 2. MOTEL HEAVEN 3. 眠れない 4. THIS TIME 5. DEAR MY FRIEND Side:B 1. CRESCENT MYSTERY 2. NIGHT DIVE 3. MORNING 4. 天秤座の厄日 5. CRY                                                                              | 配信           |                |
| 1989年8月25日        | YES ONLY YES 1. イエス、オンリー・イエス 2. ファイティング・ハート 3. 俺たちのシーズン 4. アイ・ジャスト・キープ・オン・ウォーキン 5. 残像 6. ロンリー・バード 7. フォロー・ミー 8. ボーイズ・イン・ザ・ミッドナイト 9. 単純ナイト 10. 天使の卒業式 | CD             | 29L2-88        |
| 1991年8月17日        | YES ONLY YES 1. イエス、オンリー・イエス 2. ファイティング・ハート 3. 俺たちのシーズン 4. アイ・ジャスト・キープ・オン・ウォーキン 5. 残像 6. ロンリー・バード 7. フォロー・ミー 8. ボーイズ・イン・ザ・ミッドナイト 9. 単純ナイト 10. 天使の卒業式 | CD             | WPCL-518       |
| 2022年9月14日        | YES ONLY YES 1. イエス、オンリー・イエス 2. ファイティング・ハート 3. 俺たちのシーズン 4. アイ・ジャスト・キープ・オン・ウォーキン 5. 残像 6. ロンリー・バード 7. フォロー・ミー 8. ボーイズ・イン・ザ・ミッドナイト 9. 単純ナイト 10. 天使の卒業式 | 配信           |                |
| コンチネンタル       | |                |                |
| 1990年7月21日        | ズッコイじゃん! 1. TOKYO DREAMIN' 2. NASTY NIGHT 3. 眠れない…2 4. Down Town Tenderness～下町の人情～ 5. アイリーン 6. ズッコイじゃん! 7. Never Mind!～ノーテンキで行こう!～ 8. ALL FOR LOVE 9. My Railroad 10. 東京                                 | CD             | TECN-28024     |
| 1991年12月18日       | MIND BREEZE 1. MERRY-GO-ROUND 2. PACIFIC BLUE 3. サヴァンナの夢 4. ANOTHER SIDE OF NIGHT 5. 愛が見えはじめたら 6. THOUSAND VALENTINE 7. MOON RISE SUN SET 8. UP SIDE DOWN 9. 雪の降らないイヴ                                                       | CD             | TECN-30115     |
| Fillmore Records     | |                |                |
| 2011年6月22日        | 歩み〜Story〜 1. Good Night 2. Twin Star 3. ずっと君を待っている 4. 潮風につつまれて 5. Story 6. Touch Down ～2011～ | CD             | FMR-200        |
| 2011年6月22日        | 歩み〜Story〜 1. Good Night 2. Twin Star 3. ずっと君を待っている 4. 潮風につつまれて 5. Story 6. Touch Down ～2011～ | 配信           |                |

#### ベスト・アルバム
| 発売日         | アルバム | レーベル                     | 規格 | 規格品番  |
| -------------- | --- | ---------------------------- | ---- | --------- |
| 1986年9月25日  | ビー・バップ・パラダイス Side:A 1. ビー・バップ・パラダイス 2. トラブルサマー 3. おまえにOne Way! 4. セレブレイション Side:B 1. ビリー・ジョエルは似合わない 2. クールファンタジー 3. モノクローム・メモリー 4. 高校与太郎哀歌 | ワーナー・パイオニア         | LP   | L-8111    |
| 1986年9月25日  | ビー・バップ・パラダイス Side:A 1. ビー・バップ・パラダイス 2. トラブルサマー 3. おまえにOne Way! 4. セレブレイション Side:B 1. ビリー・ジョエルは似合わない 2. クールファンタジー 3. モノクローム・メモリー 4. 高校与太郎哀歌 | ワーナー・パイオニア         | CT   | LKF-2021  |
| 2022年9月14日  | ビー・バップ・パラダイス Side:A 1. ビー・バップ・パラダイス 2. トラブルサマー 3. おまえにOne Way! 4. セレブレイション Side:B 1. ビリー・ジョエルは似合わない 2. クールファンタジー 3. モノクローム・メモリー 4. 高校与太郎哀歌 |                              | 配信 |           |
| 1987年3月25日  | ORIGINAL BEST 1. ビーバップ・パラダイス 2. Down Town Alley 3. セレブレイション 4. クールファンタジー 5. トラブル・サマー 6. 高校与太郎哀歌 7. ビリー・ジョエルは似合わない 8. モノクローム・メモリー 9. おまえにONE WAY! 10. 僕は君を失くしてる | ワーナー・パイオニア         | CD   | 32XL-204  |
| 1991年8月17日  | ORIGINAL BEST 1. ビーバップ・パラダイス 2. Down Town Alley 3. セレブレイション 4. クールファンタジー 5. トラブル・サマー 6. 高校与太郎哀歌 7. ビリー・ジョエルは似合わない 8. モノクローム・メモリー 9. おまえにONE WAY! 10. 僕は君を失くしてる | ワーナー・パイオニア         | CD   | WPCL-515  |
| 2022年9月14日  | ORIGINAL BEST 1. ビーバップ・パラダイス 2. Down Town Alley 3. セレブレイション 4. クールファンタジー 5. トラブル・サマー 6. 高校与太郎哀歌 7. ビリー・ジョエルは似合わない 8. モノクローム・メモリー 9. おまえにONE WAY! 10. 僕は君を失くしてる |                              | 配信 |           |
| 1989年12月10日 | 自然 1. ビリー・ジョエルは似合わない 2. トラブル・サマー 3. モノクローム・メモリー 4. おまえにOne Way! 5. 僕は君を失くしてる 6. セレブレイション 7. 今夜だけDarling 8. Down Town Alley 9. Summer of 1985 10. Love Balladeは歌えない 11. TOUCH DOWN 12. PARADISE IN SUMMER 13. サンセット・ビーチ 14. LOVE AFFAIR 15. 俺たちのシーズン 16. ワン・モア・ナイト・トゥギャザー | ワーナー・パイオニア         | CD   | 29L2-121  |
| 1994年10月25日 | 自然 1. ビリー・ジョエルは似合わない 2. トラブル・サマー 3. モノクローム・メモリー 4. おまえにOne Way! 5. 僕は君を失くしてる 6. セレブレイション 7. 今夜だけDarling 8. Down Town Alley 9. Summer of 1985 10. Love Balladeは歌えない 11. TOUCH DOWN 12. PARADISE IN SUMMER 13. サンセット・ビーチ 14. LOVE AFFAIR 15. 俺たちのシーズン 16. ワン・モア・ナイト・トゥギャザー | ダブリューイーエー・ジャパン | CD   | WPC6-8072 |
| 2022年9月14日  | 自然 1. ビリー・ジョエルは似合わない 2. トラブル・サマー 3. モノクローム・メモリー 4. おまえにOne Way! 5. 僕は君を失くしてる 6. セレブレイション 7. 今夜だけDarling 8. Down Town Alley 9. Summer of 1985 10. Love Balladeは歌えない 11. TOUCH DOWN 12. PARADISE IN SUMMER 13. サンセット・ビーチ 14. LOVE AFFAIR 15. 俺たちのシーズン 16. ワン・モア・ナイト・トゥギャザー |                              | 配信 |           |

#### オムニバス・アルバム
- デビューコレクション アイドル編 風が落した涙/私の先生（1996年7月20日、日本コロムビア、COCA-13541）
10.舞・舞・舞＜竹宏治/1981＞を収録
- ヤンキーロックス Presents 竹の子ディスコ NON STOP MIX（2012年12月19日、ビクターエンタテインメント、VICL-63952）[17][18]
14.舞・舞・舞＜竹宏治/1981＞を収録

### タイアップ
| 曲名                       | タイアップ                                                   | 収録                                   |
| -------------------------- | ------------------------------------------------------------ | -------------------------------------- |
| Down Town Alley            | ロート製薬CM「ロートZi:」イメージソング                      | シングル「Down Town Alley」            |
| Summer of 1985             | ロート製薬CM「ロートZi:」イメージソング                      | シングル「Summer of 1985」             |
| Love Balladeは歌えない     | 東映映画「ビー・バップ・ハイスクール高校与太郎狂騒曲」挿入歌 | シングル「Love Balladeは歌えない」     |
| TOUCH DOWN                 | テレビ朝日系ドラマ「ニュータウン仮分署」主題歌               | シングル「TOUCH DOWN」                 |
| ジグソー・パズルのDaydream | 日本テレビ系ドラマ「27才・LOVE気分」挿入歌                   | シングル「ジグソー・パズルのDaydream」 |
| PARADISE IN SUMMER         | ロート製薬CM「ロートZi:」イメージソング                      | シングル「PARADISE IN SUMMER」         |
| Sunset Beach               | ロート製薬CM「ロートZi:」イメージソング                      | シングル「PARADISE IN SUMMER」         |
| LOVE AFFAIR                | フジテレビ系アニメ「F」2代目オープニングテーマ               | シングル「LOVE AFFAIR」                |
| CRESCENT MYSTERY           | ロート製薬CM「ロートZi:」イメージソング                      | シングル「LOVE AFFAIR」                |
| 俺たちのシーズン           | 東映映画「六本木バナナ・ボーイズ」主題歌・挿入歌             | シングル「俺たちのシーズン」           |
| TOKYO DREAMIN              | 東映Vシネマ「獣のように」主題歌                              | シングル「TOKYO DREAMIN」              |
| 東京                       | 東映Vシネマ「獣のように」エンディングテーマ                  | シングル「TOKYO DREAMIN」              |

## 写真集
- 清水宏次朗 活動写真集 WELCOME（昭和62年3月16日、東映株式会社 映像事業部）
- 清水宏次朗 写真集 TRUE（1989年8月12日）
- 清水宏次朗 MAKING BOOK YES,ONLY YES

## 映像ソフト
- 清水宏次朗 デビュー30周年Anniversary“原点回帰”（2011年、Fillmore RECORDS、FMRD800） - ライブDVD

## 関連人物
- 多賀英典
- 黒澤満
- 那須博之
- 仲村トオル
- 黒田アーサー（40年来の友人として交流をSNSで紹介）
- 織田哲郎（1987年の楽曲全般をプロデュース）
- 松本隆（1986年から1989年にかけて作詞提供）
- 角松敏生
- 鈴木キサブロー
- 飛鳥涼